# Kutte
Kutte (mittelhochdeutsch kutte, von mittellateinisch cotta ‚Mönchsgewand‘) bezeichnet ein von den Ordensbrüdern der franziskanischen Orden getragenes, langes, weites Gewand mit Kapuze (vgl. Habit, Kukulle), das mit einem Zingulum zusammengehalten wird. Umgangssprachlich werden damit besonders ein Mantel oder Parka bezeichnet, süddeutsch auch ein Arbeitskittel.

## Etymologie

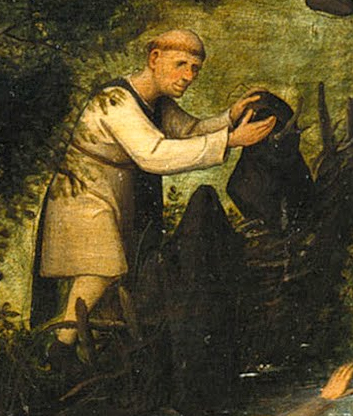
Die niederländischen Sprichwörter: Seine Kutte über den Zaun hängen (etwas Neues anfangen, ohne zu wissen, was einen erwartet)

Kutte bezeichnet sowohl in den franziskanischen Orden die Tunika der Ordensmänner und der Nonnen, als auch im säkularen Gebrauch ein weites, schmucklos ausgeführtes Gewand sowie im Oberdeutschen einen Arbeitskittel. Seit Mitte des 20. Jahrhunderts wird mit Kutte auch ein dreiviertellanger großzügig geschnittener Mantel (oft mit Kapuze) aus wetterfestem Stoff bezeichnet. Die Herkunft ist aus dem mittelhochdeutschen kutte, kut ‚Mönchsgewand‘ herzuleiten, das eine Entlehnung vom gleichbedeutenden mittellateinischen cotta, cota (auch cottus) darstellt. Vermutet wird, dass es seinerseits auf eine Latinisierung vom altfranzösischen cote für ein ‚schmales Gewand mit Ärmeln für Männer und Frauen‘ (französisch cotte ‚Rock, blaue Arbeitshose‘) zurückzuführen ist.
Sprachlich verwandt ist das Wort im süddeutschen Sprachraum mit dem Kleidungsstück Kotze.

## Subkulturen
Der Begriff Kutte etablierte sich im 20. Jahrhundert neben dem bereits erwähnten Parka für Westen in verschiedenen Subkulturen, so etwa für:
- Kutte (Motorradfahrer), eine kragenlose Jeans- oder Lederweste unter Motorradfahrern,
- Kutte (Metal-Szene), eine Jeansweste in der Metal-Szene oder
- Kutte (Fußballfan), eine von Fußballfans getragene Weste.